# Комиссаровка (Пятихатский район)
Комисса́ровка (укр. Комісарівка) — село,
Комиссаровский сельский совет,
Каменский район (до 2020 года — Пятихатский район),
Днепропетровская область,
Украина.
Код КОАТУУ — 1224582001. Население по переписи 2001 года составляло 967 человек.
Является административным центром Комиссаровского сельского совета, в который не входят другие населённые пункты.

## Географическое положение
Село находится на берегу реки Комиссаровка и её притоков, выше по течению на расстоянии в 2,5 км расположено село Чистополь, ниже по течению на расстоянии в 1 км расположено село Лозоватка. Река в этом месте пересыхает, на ней сделано несколько запруд.

## История
- 1756 год — дата основания. По переписи 1782 года на территории села проживало 1738 жителей. В 1821 году Указом Александра 1 Комиссаровка стала военным поселением Верхнеднепровского уезда Екатеринославской губернии. Ежегодно в селе проводились 4 ярмарки, построен кирпичный завод и несколько мельниц.
- В XIX веке село Комиссаровка было в составе Комиссаровской волости Верхнеднепровского уезда Екатеринославской губернии[2].
- В 1965 году построена 8-летняя школа (директор Михаил Федотович Сыч), детский сад, позже — медпункт.
- В 1986 году газифицированы первые 5 домов (по инициативе Василия Прокопьевича Короля, председателя колхоза с 1969 по 1981 год).

## Экономика
- ООО «Комиссаровка».

## Объекты социальной сферы
- Школа.
- Детский сад.
- Фельдшерско-акушерский пункт.
- Дом культуры.
- публичная сельская библиотека — филиал № 12 Пятихатской ЦБС.

## Достопримечательности
- Братская могила советских воинов.